# 냠냠 차우더
냠냠 차우더는 미국의 애니메이션 시리즈이다. 카툰 네트워크에서 2007년 11월부터 2010년 8월까지 방영하였다.

## 줄거리
요리사 멍달의 케이터링 회사에서 야심 찬 젊은 요리사 인 차우더라는 이름의 캐릭터를 중심으로 전개된다.

## 방송 방영
- 미국: 2007년 11월 2일~2010년 8월 7일
- 한국: 2009년 5월 1일~2011년

## 캐릭터
- 차우더

성우: 니키 존스/이영아
멍달의 제자. 엄청난 대식가인 견습생. 몸이 온통 보라색이다.
- 멍달

성우: 드와이트 슐츠/이인성
멍달 식당의 주인. 몸이 온통 퍼렇고 귀와 코가 길쭉하며 거꾸로 붙어있는 모양이다.
- 슈니첼

성우: 케빈 마이클 리처드슨 → 존 디마지오/홍범기
멍달의 조수. 말을 못하고 라마 라바 거리기만 한다.
- 트루플

성우: 타라 스트롱/한채언
멍달의 아내로, 송로버섯이라는 이름답게 머리에 큰 버섯 모자를 쓰고 다닌다.
- 지지

차우더가 키우는 반려동물. 방귀의 형상을 하고 있으며, 방귀 냄새를 풍긴다.
- 파니니

성우: 릴리안나 머미/김은아
우거지양의 견습생. 토끼. 왠지 모르게 차우더를 무지 좋아하지만 항상 차인다.
- 가스파쵸

성우: 데이나 스나이더/신용우
식료품 가게의 주인. 매머드과에 속한다고 한다. 차우더와 멍달의 가장 친한 친구이다.